# Nixon (Texas)
Nixon es una ciudad ubicada en el condado de Gonzáles en el estado estadounidense de Texas. En el Censo de 2010 tenía una población de 2.385 habitantes y una densidad poblacional de 587,28 personas por km².

## Geografía
Nixon se encuentra ubicada en las coordenadas 29°16′11″N 97°45′57″O / 29.26972, -97.76583. Según la Oficina del Censo de los Estados Unidos, Nixon tiene una superficie total de 4.06 km², de la cual 4.05 km² corresponden a tierra firme y (0.32%) 0.01 km² es agua.

## Demografía
Según el censo de 2010, había 2.385 personas residiendo en Nixon. La densidad de población era de 587,28 hab./km². De los 2.385 habitantes, Nixon estaba compuesto por el 70.1% blancos, el 2.81% eran afroamericanos, el 0.84% eran amerindios, el 0.29% eran asiáticos, el 0.04% eran isleños del Pacífico, el 23.02% eran de otras razas y el 2.89% pertenecían a dos o más razas. Del total de la población el 76.31% eran hispanos o latinos de cualquier raza.